# قرار مجلس الأمن التابع للأمم المتحدة رقم 512
قرار مجلس الأمن التابع للأمم المتحدة رقم 512، الذي اعتمد بالإجماع في 19 يونيو 1982، بعد الإشارة إلى القرارين 508 (1982) و509 (1982) وإذ يعيد تأكيد اتفاقيات جنيف، ذكر جميع الأطراف المتورطة في الصراع في لبنان باحترام حقوق السكان المدنيين بالسماح بالتوزيع المجاني للمعونة المقدمة من وكالات الأمم المتحدة و‌اللجنة الدولية للصليب الأحمر.
ودعا القرار أيضًا الدول الأعضاء إلى تقديم المساعدة لهذا البلد، فضلًا عن تذكير الدول الأعضاء بالمسؤوليات الإنسانية لوكالات الأمم المتحدة ذات الصلة. وأخيرًا، طلب المجلس مساعدة الأمين العام في الحالة، وتقديم تقرير عن التطورات المتعلقة بتنفيذ القرار.